# Historien om en gut
Historien om en gut è un film norvegese del 1919, diretto da Peter Lykke-Seest, con Hans Ingi Hedemark.

## Trama
Esben Gram, un ginnasiale, a scuola viene ingiustamente accusato di furto. Pur essendo innocente si dichiara colpevole per evitare la punizione corporale da parte del direttore, il quale telefona al padre che gli promette che lo punirà al suo ritorno. Finita la giornata scolastica, tuttavia, Esben vende i propri libri e qualche altro effetto personale, e non fa ritorno a casa.
Dapprima si imbarca come clandestino su una nave. Scoperto, per evitare le ire del violento capitano, viene aiutato da un marinaio a sbarcare al porto successivo.
Intanto il vero colpevole del furto viene scoperto, e i genitori sono in grande apprensione per il figlio.
Esben, sbarcato, ottiene lavoro presso una fattoria, dove bada agli animali. Ma dopo qualche tempo viene cacciato dal proprietario, che non gradisce l’attaccamento che vede si sta sviluppando fra la propria figlia, coetanea di Esben, e il ragazzo.
Si rifugia temporaneamente in un deposito di legname. Costretto a fuggire da lì perché braccato da dei cani, si imbatte in un giovane che lo introduce in una banda di borseggiatori e ladri, che vorrebbero fargli imparare il “mestiere”. All’occasione propizia, fugge, ma viene inseguito dai borseggiatori che intendono riprenderlo, temendo di venir denunciati dal ragazzo.
Alla fine un poliziotto si accorge di quanto sta accadendo e si sviluppa un lungo inseguimento, al termine del quale, grazie anche all’intervento di alcuni boy-scouts, il poliziotto cattura la banda di borseggiatori.
Esben è messo al corrente dai boy-scouts dei vari risvolti della propria storia, pubblicata sui giornali, e torna a casa.